# هانس فالادا

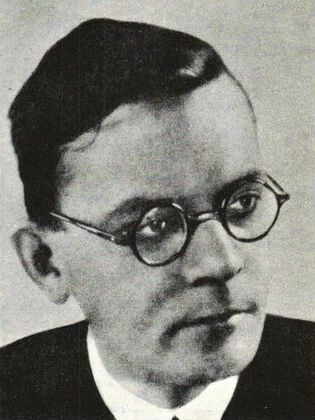
Hans Fallada

هانس فالادا (آلمانی: Hans Fallada؛ ۲۱ ژوئیهٔ ۱۸۹۳ – ۵ فوریهٔ ۱۹۴۷) یک نویسنده اهل آلمان بود.

## آثار:[۱]
• کتاب همه تنها می‌میرند یا نامه‌هایی از برلین
Every Man Dies Alone
ترجمه‌های فارسی:
- همه تنها می‌میرند: محمد همتی، انتشارات فرهنگ نشرنو، چاپ اول ۱۴۰۱
- بی همان: محمد همتی، انتشارات کتابسرای نیک، چاپ اول ۱۳۹۸
- بی همان: محمد همتی، انتشارات نشرنیکا، چاپ اول ۱۳۹۲
• کتاب اندر باب لذت‌های احمقانه
Short Treatise on the Joys of Morphinism
ترجمه فارسی:
- اندر باب لذت‌های احمقانه، محمد قصاع، انتشارات قدیانی، چاپ اول ۱۴۰۳